# Michael Spence
Michael Spence, född 7 november 1943 i Montclair, Essex County, New Jersey, USA, är en kanadensisk-amerikansk nationalekonom som tillsammans med George Akerlof och Joseph Stiglitz tilldelades Sveriges Riksbanks pris i ekonomisk vetenskap till Alfred Nobels minne 2001 "för analyser av marknader med asymmetrisk information".

## Biografi
Spence fick sin gymnasieutbildning vid University of Toronto Schools vid University of Toronto. Han kom senare tillbaka till Rotman School of Management vid University of Toronto för att arbeta som medlem i Rotman Dean's Advisory Board.
Spence studerade sedan vid Princeton University och tog en kandidatexamen i filosofi 1966, och avslutade en senioravhandling med titeln "Freedom and Determinism". Han fortsatte studierna vid Magdalen College, University of Oxford som Rhodes Scholar, och tog en kandidatexamen i matematik 1968. Därefter började han forskarutbildning i nationalekonomi vid Harvard University med stöd av en Danforth Graduate Fellowship hösten 1968. Han disputerade i nationalekonomi 1972 och avslutade en avhandling med titeln "Market signalling" under handledning av Kenneth Arrow och Thomas Schelling. Han tilldelades David A. Wells-priset för enastående doktorsavhandling 1972.
Spence är William R. Berkley professor i ekonomi och affärer vid Stern School of Business vid New York University samt Philip H. Knight Professor of Management, Emeritus, och Dean, Emeritus, vid Stanford Graduate School of Business.
Spence är ordförande för kommissionen Commission on Growth and Development och en framstående gästforskare vid Council on Foreign Relations.
Han är vidare senior fellow vid Stanford Universitys Hoover Institution och Philip H. Knight Professor Emeritus of Management vid Graduate School of Business. Spence är också Commissioner for the Global Commission on Internet Governance. Dessutom är Spence medlem av Berggruen Institute's 21st Century Council.

## Vetenskapligt arbete
Spence är känd för sin arbetsmarknadssignaleringsmodell, som inspirerat forskning om denna gren av kontraktsteorin. I denna modell signalerar anställda sina respektive färdigheter till arbetsgivarna genom att förvärva en viss utbildningsnivå, vilket är kostsamt för dem. Arbetsgivarna kommer att betala högre löner till mer utbildade arbetstagare, eftersom de vet att andelen anställda med hög förmåga är högre bland de utbildade, eftersom det är billigare för dem att förvärva utbildning än för anställda med låg förmåga. För att modellen ska fungera är det inte ens nödvändigt att utbildningen har något egenvärde om den kan förmedla information om avsändaren (arbetstagaren) till mottagaren (arbetsgivaren) och om signalen är kostsam.
Spence är författare till tre böcker och 50 artiklar, och har också varit en konsekvent bidragsgivare till Project Syndicate, ett internationellt tidningssyndikat, sedan 2008. Bland hans övertygelser finns att högfrekvent börshandel bör förbjudas.

## Utmärkelser och hedersbetygelser
Spence är hedersdoktor vid Magdalen College, Oxford, där han studerade som en Rhodes scholar. Han fick Nobels minnespris i ekonomisk vetenskap 2001 och John Bates Clark-medaljen från American Economics Association 1981. 
Han valdes till fellow i Econometric Society 1976 och ledamot av American Academy of Arts and Sciences 1983.